# Ptilonomia micheneri
Ptilonomia micheneri är en biart som först beskrevs av Hirashima 1966.  Ptilonomia micheneri ingår i släktet Ptilonomia och familjen vägbin. Inga underarter finns listade i Catalogue of Life.